# Ejner Federspiel
Ejner Federspiel, né le 12 août 1896 à Aarhus et mort le 21 novembre 1981, est un acteur danois.
Il a aussi tourné sous les noms de Einer Federspiel, Ejnar Federspiel et Einar Fedespiel.

## Filmographie
- 1955 : La Parole (Ordet), de Carl Theodor Dreyer